# Jardim de cactos

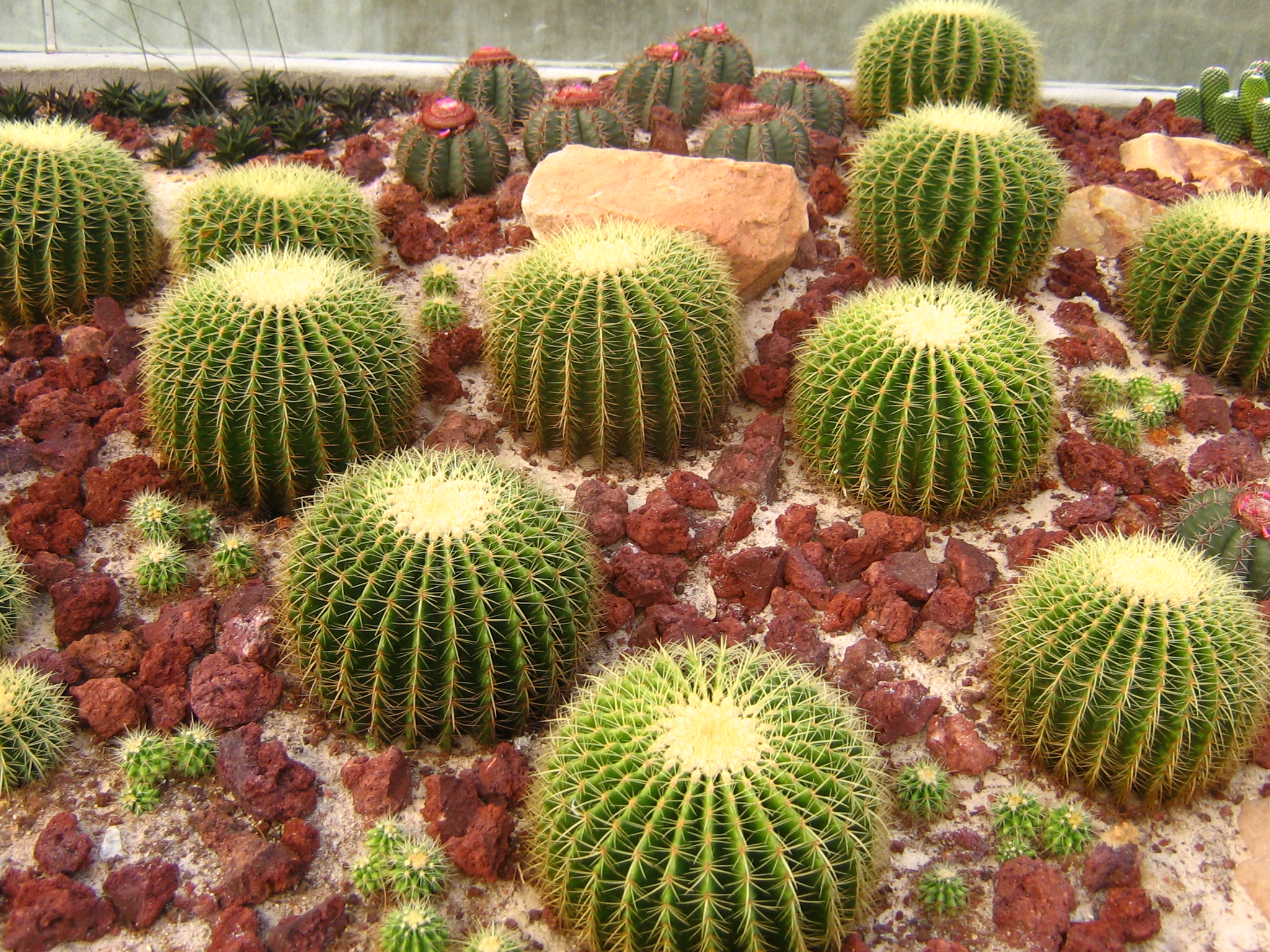
Jardim de cactos no Jardim Botânico de Singapura.

Um jardim de cactos é um tipo de jardim planejado para o cultivo de cactos.
O Arizona Cactus Garden, nos Estados Unidos, é um exemplo de tal jardim, plantado no fim do século XIX, tendo sido abandonado por altura da Segunda Guerra Mundial. Actualmente está a sofrer obras de restauro.